# Tragödie einer Leidenschaft
Tragödie einer Leidenschaft ist ein 1948 entstandenes, deutsches Spielfilmdrama des Schauspielers Kurt Meisel, der hier sein Regiedebüt gab. Die Hauptrollen in dieser Ensembleproduktion spielen Joana Maria Gorvin, Hermine Körner, Carl Kuhlmann und Friedrich Schoenfelder. Der Geschichte liegt die Novelle Pawlin (1874) von Nikolai Lesskow zugrunde.

## Handlung
Russland, während der Zarenherrschaft. Der alte Pawlin arbeitet als Hausverwalter bei der geldgierigen Anna Iwowna, einer kaltherzigen, intriganten und berechnenden Hauseigentümerin und Wohnungsvermieterin. Der Hausmeister zeigt, ganz im Sinne seiner Chefin, normalerweise kein Erbarmen, falls einer der Mieter nicht zahlen kann. Als die kleine Ljuba, deren Mutter in einer der im Winter vollkommen unterkühlten Mietwohnung stirbt, zur Waise wird, nimmt Pawlin die mittellose Kleine zu sich und wird mit all seiner Liebe und Sorge zum vollkommenen Vaterersatz. Mit 14 Jahren ist Ljuba bereits eine Schönheit, und schließlich wird sie die Geliebte von Anna Iwownas Sohn, dem feschen Offizier Woldemar, genannt Dodja. Da Ljuba weder aus „moralischen“ noch aus Standesdünkel-Gründen nicht mit dem erwachsenen Dodja unter einem Dach wohnen kann, überredet Anna Iwowna die junge Frau zur Ehe mit Pawlin. Tief enttäuscht von Dodjas Haltung dazu, willigt Ljuba schließlich ein. Weniger der enorme Altersunterschied zwischen ihrem Gatten und ihr ist es, was Ljuba stört. Nein, vielmehr hat Ljuba eine bestimmte Vorstellung von ihrer Zukunft, und die bedeutet sozialer Aufstieg. Da ist kein Platz für einen gräflichen Lakai, der Pawlin letztlich ist.
Bereits in der Hochzeitsnacht kehrt Ljuba in Dodjas Arme zurück. Pawlin ist weiterhin von geradezu unterwürfiger, abgöttischer Liebe zu Ljuba bestimmt. Er macht sämtliche Hausarbeit und überlässt ihr all seine Ersparnisse. Das Geld wandert direkt zu Ljubas Liebhaber, denn Dodja führt einen verschwenderischen Lebensstil, den er allein nicht finanzieren kann. Pawlin erkennt, dass er Ljuba à la longue nicht halten kann und gibt sie für Dodja frei, unter der Bedingung, dass dieser Tunichtgut Ljuba nach seiner Scheidung von ihr heiraten wird. Derweil wird die junge Frau von Dodja schwanger, und der Offizier rutscht immer mehr ins Abseits. Dodja wird in polizeiliche Schuldhaft genommen und daraufhin von seinem Regiment in die Ferne verbannt. Ljuba folgt ihm nach Sibirien, immer beobachtet von Pawlin, der ihr wie ein Schatten folgt, um ihre Unversehrtheit zu sichern. Schließlich zwingt Pawlin den heiratsunwilligen Dodja zur Ehe mit Ljuba. Doch der frönt weiterhin dem Glücksspiel. Nun sieht sich der alte Hausverwalter dazu gezwungen, endgültig Fakten zu schaffen. Als Dodja seine Frau Ljuba als letzten Einsatz am Spieltisch opfern will, greift der Alte ein und ersticht den verkommenen Offizier. Ob und wie Pawlin für diese Bluttat, dieser Tragödie einer Leidenschaft. verurteilt wird, lässt der Film offen. 

## Produktionsnotizen
Tragödie einer Leidenschaft entstand 1948 in München und Umgebung und wurde am 25. März 1949 in Berlin uraufgeführt. 
Produzent Georg Witt übernahm auch die Produktionsleitung. Hermann Warm entwarf die von Bruno Monden ausgeführten Filmbauten. 

## Kritiken
Die Zeit schreibt: „Die Vorliebe für Themen aus der alten russischen Literatur hat eine neue, sehr bläßliche Blüte in dem Film getrieben, an dem sich der Schauspieler Kurt Meisel zum ersten Male als Filmregisseur versucht. Ein beinahe typischer russischer Stoff, der zudem durch ein sehr schwerfälliges, erstaunlich konventionelle Mittel strapazierendes Drehbuch noch kompliziert ist, dient, ohne jegliche Beziehung zu einem gegenwärtigen Problem und ohne besondere filmische Kunst zur Darbietung vor allem des eigenartigen Reizes der Joana Maria Gorvin. Um dieser Darstellerin willen … bleibt dieser Film mit dem ebenso anspruchsvollen wie kintopphaften Titel "Tragödie einer Leidenschaft" keine ausschließlich nutzlose Bemühung. Wenn er gut ist, dann höchstens als photographierte Literatur. (…) Diese "Tragödie" jedoch erscheint wie ein Film von 1926.“
Im Spiegel hieß es: „Es ist nach 1945 der erste deutsche Film ohne Nachkriegsprobleme und -requisiten. "Kabale und Liebe" auf russisch, so tragisch, wie man laut Titel erwarten darf, und mit einem gleichfalls dem Titel entsprechenden Aufwand an Leidenschaft. (…) Meisel gab sein Debut als Filmregisseur. Manches rutschte ins Pathetische weg, aber es gerieten ihm auch schöne Bilder in französischer Manier, mit Hell-Dunkel-Effekten und gedrosseltem Ton. Karl Kuhlmann (Pawlik) und Hermine Körner (Gräfin) spielten manchmal so, als agierten sie auf der Bühne, Hermine Körner mit rollendem Intriganten-R. Friedrich Schönfelder (Dodja) ist ein neuer Liebhaber im deutschen Film und keiner im überzuckerten DIN-Format. Ljuba: Joana Maria Gorvin (…) Sie ist nicht so passiv, wie die Rolle es vorschreibt. Diese Ljuba weint zu viel.“
Das Lexikon des Internationalen Films urteilt: „Der in Rückblenden erzählte Film nach einer Novelle von Leskow (1831-1895) schildert ein realistisches Bild der dekadenten Adelsgesellschaft Rußlands. Melodram, feinfühlig in der Milieuzeichnung und beachtlich von erstklassigen Theaterschauspielern gespielt. Bedrückend in der dumpfen Schicksalhaftigkeit des Geschehens.“